# Congrès allemand d'échecs
Pour les articles homonymes, voir Congrès (homonymie).
Le congrès allemand d'échecs est un ensemble de compétitions échiquéennes dont plusieurs tournois internationaux organisés pendant l'été, en général tous les deux ans, par la fédération allemande des échecs (Deutscher Schachbund : DSB) de 1882 à 1914 et de 1920 à 1932. De 1971 à 1983, le DSB reprit la tradition en faisant tous les deux ans du championnat d'Allemagne de l'Ouest un tournoi international (les années impaires) avec la participation de Boris Spassky et Anatoli Karpov (deux victoires chacun).

## Histoire

### Création
Avant la Seconde Guerre mondiale, les congrès d'échecs étaient des manifestations organisées par les fédérations nationales d'échecs et rassemblant plusieurs tournois entre des joueurs d'échecs de différents pays, parfois  des concours de problèmes et des séances de simultanées.
De 1882 à 1914, les tournois du congrès allemands étaient ouverts aux joueurs de tous les pays. Après la Première Guerre mondiale, seuls les joueurs allemands étaient  généralement autorisés à y participer et le congrès était considéré comme le championnat national allemand d'échecs.
Le Deutsche Schachbund a été fondé à Leipzig en 1877. Lors de la réunion suivante de  la fédération (le « congrès »), en 1879, douze joueurs participèrent à la première édition du tournoi de maîtres (le Meisterturnier) en 1879 à Leipzig.
Les premiers joueurs étrangers vinrent en 1881 lors du deuxième congrès à Berlin. Le congrès fut remporté par le Britannique Joseph Henry Blackburne et il fut décidé que plusieurs tournois seraient organisés tous les deux ans à chaque congrès en plus du tournoi de maîtres. La victoire au Hauptturnier donnerait le titre de maître de la fédération allemande.

### Congrès de 1896
En 1896, le dixième congrès aurait dû se passer à Nuremberg mais le club de la ville prit en charge l'organisation sans inclure de « tournoi mineur ». Finalement, en juillet-août 1896, dix-neuf des meilleurs joueurs du monde (dont onze des douze premiers du tournoi d'Hastings 1895 :  Lasker, Steinitz, Tarrasch, Pillsbury, Tchigorine, Schiffers, Teichmann, Schlechter, Blackburne, Walbrodt et Janowski),  participèrent au super-tournoi organisé par le club de Nuremberg, tandis que commençait en même temps le dixième congrès allemand organisé à Eisenach avec un Hauptturnier. Ce qui explique l'absence des meilleurs joueurs au congrès cette année-là.

### Congrès de 1914
En juillet 1914, le congrès allemand disputé à Mannheim fut interrompu après onze rondes par le déclenchement de la Première Guerre mondiale. Les rapports sur ce tournoi sont contradictoires et une table du tournoi a été reconstituée par Jeremy Gaige et reprise par  Gino di Felice. Cette table donne Alexandre Alekhine en tête avec 9,5 points sur 11, suivi de Milan Vidmar (8,5 / 11) et de Rudolf Spielmann (8 / 11). Il restait six rondes à disputer dans le tournoi. Dans le Hauptturnier, groupe A, le franco-turc Bohor Hallegua était en tête. Les prix furent distribués à proportion des résultats des joueurs.

## Palmarès du tournoi international de maîtres (Meisterturnier)

### Multiples vainqueurs duMeisterturnier
3 victoires
- Siegbert Tarrasch (en 1889, 1892 et 1894)
- Carl Schlechter (en 1900, 1904 et 1910)

2 victoires
- Curt von Bardeleben (en 1893 et 1904)
- Frank Marshall (en 1906 et 1907)
- Efim Bogoljubov (en 1925 et 1931)

### Palmarès duMeisterturnierde 1879 à 1914
| Congrès Année | Congrès Année | Lieu       | Joueurs | Vainqueur(s)                                                    | Deuxième(s)                                                                   | Troisième(s)                                                   |
| ------------- | ------------- | ---------- | ------- | --------------------------------------------------------------- | ----------------------------------------------------------------------------- | -------------------------------------------------------------- |
| 1             | 1879          | Leipzig    | 12      | Berthold Englisch                                               | Louis Paulsen                                                                 | Adolf Schwarz                                                  |
| 2             | 1881          | Berlin     | 17      | Joseph Blackburne                                               | Johannes Zukertort                                                            | Mikhaïl Tchigorine Szymon Winawer James Mason Alexander Wittek |
| 3             | 1883          | Nuremberg  | 19      | Szymon Winawer                                                  | Joseph Blackburne                                                             | James Mason                                                    |
| 4             | 1885          | Hambourg   | 18      | Isidor Gunsberg                                                 | Joseph Blackburne Berthold Englisch James Mason Siegbert Tarrasch Miksa Weiss |                                                                |
| 5             | 1887          | Francfort  | 21      | George Mackenzie                                                | Joseph Blackburne Miksa Weiss                                                 |                                                                |
| 6             | 1889          | Breslau    | 18      | Siegbert Tarrasch                                               | Amos Burn                                                                     | Jacques Mieses                                                 |
| 7             | 1892          | Dresde     | 17      | Siegbert Tarrasch                                               | Gyula Makovetz Moritz Porges                                                  |                                                                |
| 8             | 1893          | Kiel       | 9       | Carl Walbrodt Curt von Bardeleben                               |                                                                               | Paul Lipke                                                     |
| 9             | 1894          | Leipzig    | 18      | Siegbert Tarrasch                                               | Paul Lipke                                                                    | Richard Teichmann                                              |
| 10            | 1896          | Eisenach   | 15      | Robert Barnes                                                   | Ignatz Van Popiel Hugo Süchting                                               |                                                                |
|               | 1896          | Nuremberg  | 19      | Emanuel Lasker                                                  | Géza Maróczy                                                                  | Harry Pillsbury Siegbert Tarrasch                              |
| 11            | 1898          | Cologne    | 19      | Amos Burn                                                       | Wilhelm Cohn Rudolf Charousek Mikhaïl Tchigorine                              |                                                                |
| 12            | 1900          | Munich     | 22      | Harry Pillsbury Carl Schlechter (après les matchs de départage) | Harry Pillsbury Carl Schlechter (après les matchs de départage)               | Géza Maróczy (à égalité de points avec les vainqueurs)         |
| 13            | 1902          | Hanovre    | 18      | David Janowski                                                  | Harry Pillsbury                                                               | Henry Atkins                                                   |
| 14            | 1904          | Cobourg    | 13      | Curt von Bardeleben Carl Schlechter Rudolf Swiderski            |                                                                               |                                                                |
| 15            | 1906          | Nuremberg  | 17      | Frank Marshall                                                  | Oldrich Duras                                                                 | Leo Fleischmann Carl Schlechter                                |
| 16            | 1908          | Düsseldorf | 16      | Frank Marshall                                                  | Hersz Salwe                                                                   | Rudolf Spielmann                                               |
| 17            | 1910          | Hambourg   | 17      | Carl Schlechter                                                 | Oldrich Duras                                                                 | Aaron Nimzowitsch                                              |
| 18            | 1912          | Breslau    | 18      | Oldřich Duras Akiba Rubinstein                                  |                                                                               | Richard Teichmann                                              |
| 19            | 1914          | Mannheim   | 18      | (tournoi interrompu)                                            | (tournoi interrompu)                                                          | (tournoi interrompu)                                           |

### Palmarès duMeisterturnierde 1920 à 1932
| Congrès Année | Congrès Année | Lieu           | Joueurs                                                                      | Vainqueur                                                                    | Deuxième(s)                                                                  | Troisième(s)                                                                 |
| ------------- | ------------- | -------------- | ---------------------------------------------------------------------------- | ---------------------------------------------------------------------------- | ---------------------------------------------------------------------------- | ---------------------------------------------------------------------------- |
| 20            | 1920          | Berlin         | Pas de Meisterturnier, Le Hauptturnier 1 est remporté par Friedrich Sämisch. | Pas de Meisterturnier, Le Hauptturnier 1 est remporté par Friedrich Sämisch. | Pas de Meisterturnier, Le Hauptturnier 1 est remporté par Friedrich Sämisch. | Pas de Meisterturnier, Le Hauptturnier 1 est remporté par Friedrich Sämisch. |
| 21            | 1921          | Hambourg       | 12                                                                           | Ehrhardt Post                                                                | Friedrich Sämisch                                                            | Willi Schlage                                                                |
| 22            | 1922          | Bad Oeynhausen | 12                                                                           | Ehrhardt Post                                                                | Carl Carls                                                                   | Oscar Antze Wili Schlage Heinrich Wagner                                     |
| 23            | 1923          | Francfort      | 10                                                                           | Ernst Grünfeld                                                               | Ehrhardt Post Heinrich Wagner                                                |                                                                              |
| 24            | 1925          | Breslau        | 12                                                                           | Efim Bogoljubov                                                              | Aaron Nimzowitsch                                                            | Akiba Rubinstein Heinrich Wagner                                             |
| 25            | 1927          | Magdebourg     | 14                                                                           | Rudolf Spielmann                                                             | Efim Bogoljuvov                                                              | Walther von Holzhausen Paul List                                             |
| 26            | 1929          | Duisbourg      | 14                                                                           | Carl Ahues                                                                   | Paul Saladin Leonhardt                                                       | Friedrich Sämisch                                                            |
| 27            | 1931          | Swinemünde     | 13                                                                           | Efim Bogoljubov (après départage)                                            | Ludwig Rödl (ex æquo)                                                        | Kurt Richter                                                                 |
| 28            | 1932          | Bad Ems        | 8                                                                            | Georg Kieninger                                                              | Hugo Hussong Ewald Kaffer Heinrich von Hennig                                |                                                                              |

## Palmarès duHauptturnier(tournoi des non maîtres, de 1881 à 1929)
Le vainqueur du Hauptturnier recevait le titre de maître (ou champion) de la fédération allemande et était qualifié pour le tournoi des maîtres (le Mesterturnier).
| Congrès Année | Congrès Année | Lieu           | Vainqueur              | Notes |
| ------------- | ------------- | -------------- | ---------------------- | --- |
| 1             | 1879          | Leipzig        |                        | Pas de Hauptturnier organisé en 1879. |
| 2             | 1881          | Berlin         | Curt von Bardeleben    | Berthold Lasker et S. Tarrasch sont éliminés lors de la phase de poules. Berthold Lasker remporte le tournoi libre après un match de départage contre Tarrasch. |
| 3             | 1883          | Nuremberg      | Siegbert Tarrasch      | |
| 4             | 1885          | Hambourg       | Max Harmonist          | Jacques Mieses est éliminé lors de la phase de poules. |
| 5             | 1887          | Francfort      | Johann Bauer           | 2e : Jacques Mieses |
| 6             | 1889          | Breslau        | Emanuel Lasker         | Emanuel Lasker bat Emil von Feyerfeh lors du match de départage pour la 1re place.                                                                              |
| 7             | 1892          | Dresde         | Paul Lipke             | |
| 8             | 1893          | Kiel           | Hugo Süchting          | |
| 9             | 1894          | Leipzig        | Norman von Lennep      | Von Lennep bat Ernest Varain en départage. |
| 10            | 1896          | Eisenach       | Wilhelm Cohn           | Wilhelm Cohn marque 13,5 points sur 14 (7/7 en finale). |
| 11            | 1898          | Cologne        | Ottokar Pavelka        | Pavelka bat Von Batsmeyev en départage (2-0). |
| 12            | 1900          | Munich         | Rudolf Swiderski       | 2e : Adolf Olland. |
| 13            | 1902          | Hanovre        | Walter John            | 2e : Ossip Bernstein |
| 14            | 1904          | Cobourg        | Augustin Neumann       | A. Neumann bat Milan Vidmar en départage (3 à 2). 3e : Oldrich Duras ; 4e : Rudolf Spielmann 5e : Max Lange ; 6e : Aaron Nimzowitsch                            |
| 15            | 1906          | Nuremberg      | Xavier Tartakover      | 2e-4e : Zsigmond Baratz, Paul Johner et Leopold Loewy |
| 16            | 1908          | Düsseldorf     | Friedrich Köhnlein     | Alexandre Alekhine finit 4e-5e. |
| 17            | 1910          | Hambourg       | Gersz Rotlewi          | 2e : Carl Carls ; 3e-4e : Carl Ahues et Karel Hromadka |
| 18            | 1912          | Breslau        | Bernhard Gregory       | 2e-3e : Karel Hromadka et S. Rozental |
| 19            | 1914          | Mannheim       |                        | (tournoi inachevé) |
| 20            | 1920          | Berlin         | Friedrich Sämisch      | Pas de Meisterturnier organisé en 1920. |
| 21            | 1921          | Hambourg       | Wilhelm Hilse          | |
| 22            | 1922          | Bad Oeynhausen | Simon Rottenstein      | |
| 23            | 1923          | Francfort      | Wilhelm Schoenmann     | |
| 24            | 1925          | Breslau        | Walther von Holzhausen | 2e : Karl Gilg |
| 25            | 1927          | Magdebourg     | Yossef Porath          | |
| 26            | 1929          | Duisbourg      | Paul Kroll             | |
| 27-28         | 27-28         |                |                        | Pas de Hauptturnier organisé en 1931 et 1932. |

## Championnat international de RFA (de 1971 à 1983)
La fédération allemande, le Deutsche Schachbund fut reconstituée en 1950 après la Seconde Guerre mondiale. Dans les années 1970, il fut décidé que tous les deux ans, le championnat d'Allemagne de l'ouest serait un tournoi international avec seize joueurs.
En 1979, le tournoi avait initialement seize participants. C'était la première participation de Anatoli Karpov à une compétition depuis le championnat du monde d'échecs 1978 à Baguio, mais le champion du monde se retira après cinq rondes, à la suite du décès de son père. Andras Adorjan ne disputa également que cinq parties et quitta le tournoi pour des raisons médicales.
| Année | Lieu           | Joueurs | Vainqueur(s)                                   | Deuxième(s)                                                           | Troisième(s)                                                          |
| ----- | -------------- | ------- | ---------------------------------------------- | --------------------------------------------------------------------- | --------------------------------------------------------------------- |
| 1971  | Berlin-ouest   | 16      | Svetozar Gligoric                              | Johannes Donner                                                       | Heikki Westerinen                                                     |
| 1973  | Dortmund       | 16      | Hans-Joachim Hecht Ulf Andersson Boris Spassky |                                                                       |                                                                       |
| 1975  | Mannheim       | 16      | Walter Browne                                  | Ludek Pachman                                                         | Raymond Keene Hanst-Günther Kestler                                   |
| 1977  | Bad Lauterberg | 16      | Anatoli Karpov                                 | Jan Timman                                                            | Semion Fourman                                                        |
| 1979  | Munich         | 14      | Boris Spassky (au départage)                   | Ulf Andersson, Iouri Balachov (2e-3e) Robert Hübner (4e au départage) | Ulf Andersson, Iouri Balachov (2e-3e) Robert Hübner (4e au départage) |
| 1981  | Bochum         | 16      | Lubomir Kavalek                                | Vlastimil Hort                                                        | Murray Chandler                                                       |
| 1983  | Hanovre        | 16      | Anatoli Karpov                                 | Tamaz Guéorgadzé                                                      | Iouri Balachov                                                        |

En 1986, le championnat de RFA fut un open organisé à Krefeld avec 248 participants (système suisse) et remporté par John Nunn devant Nigel Short, Norbert Sehner, Philipp Schlosser et Klaus Bischoff.